# Playas del Refugio
Playas del Refugio är en ort i Mexiko.   Den ligger i kommunen Noria de Ángeles och delstaten Zacatecas, i den centrala delen av landet, 400 km nordväst om huvudstaden Mexico City. Playas del Refugio ligger 2 037 meter över havet och antalet invånare är 343.
Terrängen runt Playas del Refugio är huvudsakligen platt, men åt nordväst är den kuperad. Runt Playas del Refugio är det ganska glesbefolkat, med 31 invånare per kvadratkilometer. Närmaste större samhälle är Loreto, 12,3 km söder om Playas del Refugio. Omgivningarna runt Playas del Refugio är i huvudsak ett öppet busklandskap.